# Мозкова речовина надниркової залози
Мозкова речовина надниркової залози – частина надниркової залози, що оточена кірковою речовиною та відмежована від останньої сполучнотканинним прошарком.

## Гістологія
Клітини мозкової речовини мають округлу або полігональну форму та згруповані навколо капілярних судин. Мозкову речовину формують хромафінні клітини — епінефроцити та норепінефроцити, що синтезують катехоламіни, адреналін та норадреналін, відповідно. Також в мозковій речовини синтезується невелика кількість гормону дофаміну.

### Епінефроцити
Клітини характеризуються світлою цитоплазмою, що заповнена секреторними гранулами. Епінефроцити синтезують адреналін (епінефрин).

### Норепінефроцити
Клітини характеризуються темною цитоплазмою, синтезують норадреналін (норепінефрин).

## Функція
```
Синтез катехоламінів відбувається як реакція організму на стрес. Катехоламіни призводять до підвищення частоти серцевих скорочень, артеріального тиску, 
вазоконстрикції
 судин шкіри та тканин органів 
ШКТ
, розслаблення гладенької мускулатури та відіграють ключову роль в фізіологічній реакції 
«бий або біжи»
 (fight or flight) при якому відбувається мобілізація сил організму при виникненні певого виду загрози здоров'ю або життю.
```